# Nevermore O Taïti
Nevermore, o Nevermore O Taïti, es un cuadro de Paul Gauguin hecho en 1897 durante su segunda estancia en Tahití. Se conserva en la galería del Courtauld Institute of Art de Londres. Se conoce con la referencia núm. 558 del catálogo de Wildenstein.

## Descripción
Una joven tahitiana yace sobre su lado izquierdo de cara al espectador con la mirada hacia arriba, a su derecha. Detrás hay una decoración de interior con motivos florales, un cuervo en una ventana y dos mujeres charlando en la puerta.
La modelo es su amante Pau'ura, que Gauguin escribe Pahura. Aunque desnuda, la chica no tiene una actitud provocativa. Su mirada es ausente, una mezcla de tristeza y suspicacia por lo que ocurre detrás de ella, posiblemente por la conversación de las dos mujeres del fondo. Las líneas verticales del fondo acentúan las curvas sensuales del desnudo.
En el extremo superior izquierda tiene la inscripción en tres líneas: Nevermore P. Gauguin 97 O Taïti. Nevermore (en inglés, «nunca más») hace referencia a la estrofa del poema El Cuervo de Edgar Allan Poe. Taïti es la grafía francesa, usada también en catalán a principios del siglo XX. O es una preposición usada en tahitiano ante los topónimos y a menudo incorporado incorrectamente por los europeos en el mismo topónimo.
La obra de Edgar Allan Poe era conocida en el círculo artístico de París. Mallarmé lo había traducido al francés en 1875, con ilustraciones de Manet, y la había recitado en el Café Voltaire ante Gauguin. En su poema, el cuervo es un mensajero siniestro que tiene como única respuesta «nunca más» (Nevermore). Con esta referencia y la composición del cuadro, Gauguin evoca el romanticismo del mundo tahitiano primitivo y puro que está desapareciendo y que no volverá nunca más. El pintor explicó su cuadro a su marchante:

Quería retratar, sirviéndome de un simple desnudo, la sugerencia de cierta opulencia bárbara procedente del pasado. El conjunto es empapado de colores deliberadamente sombríos y tristes [...] El pájaro no representa exactamente el cuervo de Edgar Allan Poe, sino el pájaro del demonio que mira el reloj.

Gauguin sigue la tradición europea de los desnudos. La composición de su cuadro tiene similitudes con La odalisca de Ingres, pero con su uso peculiar del color crea un aire simbólico de misterio.
El cuadro fue comprado por el compositor inglés Frederick Delius, en 1898.